# Lê Đăng Dũng
Lê Đăng(sinh năm 1959) là Thiếu tướng Quân đội nhân dân Việt Nam, kĩ sư, và doanh nhân người Việt Nam. Ông nguyên là Quyền Chủ tịch kiêm Quyền Tổng giám đốc Tập đoàn Công nghiệp - Viễn thông quân đội (Viettel).

## Xuất thân và giáo dục
Lê Đăng Dũng sinh năm 1959, quê quán tại tỉnh Quảng Trị.
Từ năm 1976 đến năm 1977, Lê Đăng Dũng là học viên Học viện Kỹ thuật Quân sự.
Từ năm 1977 đến năm 1983, ông theo học chuyên ngành tự động và điều khiển từ xa Trường đại học kỹ thuật điện - Leningrad, Liên Xô.
Từ năm 1993 đến năm 1996, ông đi học thạc sĩ tại Trường đại học South Australia, Úc.
Ông tốt nghiệp kĩ sư chuyên ngành tự động và điều khiển từ xa Trường đại học kỹ thuật điện - Leningrad, và Thạc sỹ kỹ thuật điện tử Trường đại học South Australia, Úc.

## Sự nghiệp
Sau khi tốt nghiệp kĩ sư chuyên ngành tự động và điều khiển từ xa Trường đại học kỹ thuật điện - Leningrad, Liên Xô, năm 1984, Lê Đăng Dũng về Việt Nam công tác tại Viện Kỹ thuật Quân sự với vai trò Trợ lý nghiên cứu cho đến năm 1988.
Từ năm 1992 đến năm 1993, Lê Đăng Dũng là Trợ lý Cục tác chiến Điện tử.
Từ năm 1993 đến năm 1996, ông đi học thạc sĩ tại Trường đại học South Australia, Úc.
Trong thời gian học ở Úc, ông từng làm nhân viên giao hàng cho chuỗi gà rán KFC.
Từ tháng 12 năm 1996, Lê Đăng Dũng gia nhập và bắt đầu làm việc ở Công ty Điện tử Viễn thông Quân đội Viettel (nay là Tập đoàn Công nghiệp – Viễn thông Quân đội Viettel) ở vị trí Trợ lý kĩ thuật cho đến năm 1999.
Từ năm 1999 đến năm 2000, ông là Phó trưởng phòng Đầu tư và Phát triển Công ty Điện tử Viễn thông Quân đội Viettel.
Từ năm 2000 đến năm 2002, ông là Trưởng phòng Đầu tư và Phát triển Công ty Điện tử Viễn thông Quân đội Viettel.
Từ năm 2002 đến năm 2005, ông là Phó Giám đốc Công ty Điện tử Viễn thông Quân đội Viettel.
Tháng 4 năm 2005, ông được bổ nhiệm giữ chức vụ Phó Tổng Giám đốc Công ty Điện tử Viễn thông Quân đội Viettel.
Tháng 1 năm 2010, ông được bổ nhiệm làm Phó Tổng Giám đốc Tập đoàn Viettel.
Năm 2013, Lê Đăng Dũng được phong quân hàm Thiếu tướng Quân đội nhân dân Việt Nam.
Tại Viettel, ông là Thành viên Hội đồng quản trị Tổng công ty Xuất nhập khẩu và Xây dựng Việt Nam, thành viên Hội đồng quản trị Công ty Tài chính cổ phần Vinaconex-Viettel (VVFinance), Phó tổng giám đốc phụ trách Đầu tư nước ngoài tại Viettel.
Từ năm 2016 đến nay (1 tháng 8 năm năm 2018), Lê Đăng Dũng còn là Chủ tịch Hội đồng quản trị kiêm Tổng Giám đốc của Tổng công ty cổ phần Đầu tư Quốc tế Viettel (Viettel Global).
Lê Đăng Dũng là đảng viên Đảng Cộng sản Việt Nam. Ông từng là Bí thư Đảng ủy tập đoàn Viettel trong 5 năm từ 2014-2018.
Ngày 31 tháng 7 năm 2018, Lê Đăng Dũng được đại tướng Ngô Xuân Lịch, Bộ trưởng Bộ Quốc phòng Việt Nam bổ nhiệm giữ chức vụ phụ trách Chủ tịch kiêm phụ trách Tổng giám đốc Tập đoàn Công nghiệp – Viễn thông Quân đội (Viettel). Trước đó ông là Phó Tổng giám đốc của Viettel.
Ngày 23 tháng 01 năm 2019, Thủ tướng ký quyết định giao Quyền Chủ tịch kiêm Quyền Tổng giám đốc Tập đoàn Công nghiệp - Viễn thông quân đội (Viettel).
Ông giữ quyền Chủ tịch Hội đồng quản trị và quyền Tổng giám đốc Viettel cho tới khi nghỉ hưu theo chế độ từ ngày 1 tháng 1 năm 2022.

## Ca sĩ nghiệp dư
Lê Đăng Dũng là người đam mê ca hát, đặc biệt là những bài hát nhạc trẻ, nhạc rap. Ông đã từng song ca với các ca sĩ trẻ như Sơn Tùng M-TP, Isaac, Bảo Anh. Một số tác phẩm mà ông đã ca như "Âm thầm bên em", "Nắng ấm xa dần", "Chúng ta không thuộc về nhau", "Nơi này có anh", "Lạc trôi", "Em của ngày hôm qua" (song ca với Sơn Tùng M-TP).
Ông được cộng đồng mạng Việt Nam gọi với cái tên hài hước là "Ông chú của Viettel".